# Raphiocera hortulana
Raphiocera hortulana är en tvåvingeart som beskrevs av Christian Rudolph Wilhelm Wiedemann 1830. Raphiocera hortulana ingår i släktet Raphiocera och familjen vapenflugor. Inga underarter finns listade i Catalogue of Life.